# 埃克罗德
埃克罗德是德国下萨克森州的一个市镇。总面积13.34平方公里，总人口1000人，其中男性498人，女性502人（2011年12月31日），人口密度75人/平方公里。